# Elwin Bruno Christoffel

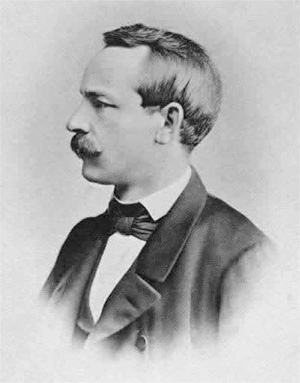
Elwin Bruno Christoffel

Elwin Bruno Christoffel (Montjoie, nu Monschau, 10 november 1829 – Straatsburg, 15 maart 1900) was een Duits wiskundige en natuurkundige.

## Leven
Christoffel volgde het Jezuïtisch Gymnasium en het Friedrich-Wilhelms-gymnasium in Keulen en studeerde daarna aan de Universiteit van Berlijn onder meer bij Dirichlet. Hij promoveerde in 1856 op een proefschrift over de beweging van elektriciteit in homogene lichamen. In 1859 werd Christoffel privaatdocent aan de Universiteit van Berlijn. Drie jaar later, in 1862, werd hij benoemd op de leerstoel aan de Eidgenossische hogeschool in Zürich, die was vrijgekomen door het vertrek van Richard Dedekind na zijn geboortestad. Na Christoffels transfer in 1869 naar de Gewerbeakademie in Berlijn (nu een onderdeel van de Technische Universiteit Berlijn) werd Christoffel in 1872 gewoon professor aan de Universiteit van Straatsburg, aan welk instituut hij tot zijn pensioen in 1894 verbonden zou blijven.

## Werken
Christoffel werkte op de wiskundige deelgebieden van de hoekgetrouwe afbeeldingen, de potentiaaltheorie, de invariantentheorie, de tensoranalyse, de wiskundige natuurkunde, de geodesie en schokgolven. Het Christoffel-symbool, de Schwarz-Christoffel mapping en de Christoffelwoorden zijn naar hem vernoemd.

## Referentie
- (en)  Elwin Christoffel op MacTutor